# Districte de Rožňava
El districte de Rožňava - (eslovac) Okres Rožňava - és un dels 79 districtes d'Eslovàquia. Es troba a la regió de Košice, a l'est del país. Té una superfície de 1.173,34 km², i el 2013 tenia 63.082 habitants. La capital és Rožňava.

## Demografia
| Godina             | 1994   | 2004   | 2014   | 2024   |
| ------------------ | ------ | ------ | ------ | ------ |
| Nombre de persones | 61.292 | 61.902 | 62.877 | 58.305 |
| Diferència         |        | +0,99% | +1,57% | −7,27% |

| Godina             | 2023   | 2024   |
| ------------------ | ------ | ------ |
| Nombre de persones | 58.422 | 58.305 |
| Diferència         |        | −0,20% |

## Llista de municipis

### Ciutats
- Rožňava
- Dobšiná

### Pobles
Ardovo | Betliar | Bohúňovo | Bôrka | Brdárka | Bretka | Brzotín | Čierna Lehota | Čoltovo | Čučma | Dedinky | Dlhá Ves | Drnava | Gemerská Hôrka | Gemerská Panica | Gemerská Poloma | Gočaltovo | Gočovo | Hanková | Henckovce | Honce | Hrhov | Hrušov | Jablonov nad Turňou | Jovice | Kečovo | Kobeliarovo | Koceľovce | Kováčová | Krásnohorská Dlhá Lúka | Krásnohorské Podhradie | Kružná | Kunova Teplica | Lipovník | Lúčka | Markuška | Meliata | Nižná Slaná | Ochtiná | Pača | Pašková | Petrovo | Plešivec | Rakovnica | Rejdová | Rochovce | Roštár | Rozložná | Rožňavské Bystré | Rudná | Silica | Silická Brezová | Silická Jablonica | Slavec | Slavoška | Slavošovce | Stratená | Štítnik | Vlachovo | Vyšná Slaná
1. 1 2  «Počet obyvateľov podľa pohlavia - obce (ročne) [om7102rr_obce=AREAS_SK]».   Statistical Office of the Slovak Republic, 31-03-2025. [Consulta: 31 març 2025].